# 迪克·巴尼特
理查德·巴尼特（英語：Richard Barnett，1936年10月2日—2025年4月27日），美国NBA联盟的前职业篮球运动员。他在1959年的NBA选秀中第1轮第4顺位被雪城国民选中。